# Château du Méage
Le château du Méage est un édifice situé à Rongères, en France.

## Localisation
Le château est situé sur le territoire de la commune de Rongères, dans le département de l'Allier, en région Auvergne-Rhône-Alpes.

## Description
Le château du Méage est une ancienne maison forte, il est constitué d'un corps de logis rectangulaire flanqué de tours, avec escalier à vis dans la tour carrée. L'arrivée actuelle se fait par le nord du château. L'allée nord-ouest est longée par un petit ruisseau qui est relié aux douves entourant le château,,.  

## Historique
Le château date de la fin du Moyen Âge, mais ses origines sont plus anciennes. On connaît dès 1272, Raymondin du Mayage, dont les descendants font aveu de ce fief jusqu’en 1375.
L'édifice est inscrit au titre des monuments historiques arrêté du 28 juillet 1998.